# هندوستان تايمز
هندوستان تايمز هي صحيفة يومية هندية بالغة الانجليزية وهي تابعة لإتش تي ميديا ومقرها في نيودلهي وهي تابعة لعائلة كريشنا كومار بيرلا .

## تاريخ
تأسست صحيفة هندوستان تايمز عام 1924 في نيودلهي على يد ساندر سينغ ليالبوري ، مؤسس وأب حركة أكالي وشيروماني أكالي دال.